# San Benito Poite
San Benito Poite ist ein Ort im Toledo District in Belize, Mittelamerika. 2010 hatte der Ort 543 Einwohner. Die Bevölkerung besteht hauptsächlich aus Maya vom Volk der Kekchí.

## Geographie
Der Ort liegt am Moho River; etwas weiter östlich münden Poite River (Río Blanco) und Río Pusila (Rio Sepusilha) in den Moho. Zwei Kilometer westlich verläuft die Grenze zu Guatemala, aber es gibt keinen offiziellen Weg, der über die Grenze führt.
Der nächstgelegene Ort ist Joventud im Osten. Hinter der Grenze zu Guatemala liegt der Ort Pusilá Abajo.
Im Ort gibt es eine Grundschule.

### Verkehr
Die einzige Straße von San Benito Poite führt nach Osten nach Santa Teresa.

## Geschichte
Bei San Benito Poite liegen die Ruinen der Maya-Stätte Pusilha.
Der Ort selbst wurde 1963 von Maya aus Otoxha gegründet. Seit 1974 hat der Ort einen eigenen Alcalde.

## Klima
Nach dem Köppen-Geiger-System zeichnet sich San Benito Poite durch ein tropisches Klima mit der Kurzbezeichnung Am aus.